# The American Economic Review
The American Economic Review (Американський економічний огляд) — щомісячний рецензований науковий журнал, що видається Американською економічною спілкою. Вперше опублікований у 1911 році, він вважається одним із найпрестижніших та найвизначніших журналів у галузі економіки. Поточний головний редактор — Естер Дюфло (MIT). Журнал базується в Пітсбурзі.
У 2004 році журнал почав вимагати дані та код в обсягах достатніх для відтворення результатів статті, що потім розміщуються на вебсайті журналу. Винятки становлять власні дані.

## Видатні праці
- "Теорія виробництва" (1928), Пол Дуглас та Чарльз Кобб.
- "Використання знання у суспільстві " (1945), Ф.А. Хаєк.
- "Економічне зростання та нерівність доходів"(1955), Саймон Кузнець.
- "Вартість капіталу, фінанси корпорацій і теорія інвестицій" (1958), Франко Модільяні та Мертон Міллер.
- "Теорія оптимальної валютної зони" (1961), Роберт Манделл.
- "Невизначеність і економіка добробуту в охороні здоров'я" (1963), Кеннет Ерроу.
- "Теорія капіталу та інвестиційна поведінка" (1963), Дейл У. Йоргенсон.
- "Національний борг у неокласичній моделі зростання" (1965), Пітер А. Даймонд.
- "Роль монетарної політики" (1968), Мілтон Фрідман.
- "Міграція, безробіття та розвиток: двосекторний аналіз" (1970), Джон Р. Гарріс та Майкл Тодаро.
- "Optimal Taxation and Public Production I: Production Efficiency" and "Optimal Taxation and Public Production II: Tax Rules" (1971), Пітер А. Даймонд та Джеймс Міррліс.
- "Production, Information Costs, and Economic Organization" (1972), Армен Алчіан і Гарольд Демсец.
- "Some International Evidence on Output-Inflation Tradeoffs" (1973), Роберт Емерсон Лукас.
- The Economic Theory of Agency: The Principal’s Problem" (1973), Стівен А. Росс.
- "The Political Economy of the Rent-Seeking Society" (1974), Енн Осборн Крюгер.
- "Monopolistic Competition and Optimum Product Diversity" (1977), Авінаш Діксіт та Джозеф Стігліц.
- "An Almost Ideal Demand System" (1980), Ангус Дітон та Джон Мауелбауер.
- "On the Impossibility of Informationally Efficient Markets" (1980), Санфорд Дж. Гроссман та Джозеф Е. Стігліц.
- "Scale Economies, Product Differentiation, and the Pattern of Trade" (1980), Пол Кругман.
- "Do Stock Prices Move Too Much to Be Justified by Subsequent Changes in Dividends?" (1981), Роберт Дж. Шиллер.

Тринадцятеро з цих авторів отримали Нобелівську премію з економічних наук. 
Журнал доступний онлайн через JSTOR . У 2006, і в 2007 роках це був найпопулярніший журнал (за кількістю переглядів) з усіх 775 журналів JSTOR.

### Інші помітні праці
Інші помітні праці з журналу включають: 
- "Колоніальні витоки порівняльного розвитку " (2001) Дарона Аджемоглу, Саймона Джонсона та Джеймса А. Робінсона.
- "Зростання в часи боргу" (2010), Кармен Рейнхарт та Кеннет Рогофф.
- "Деякі неврегульовані проблеми зрошення" [Архівовано 8 березня 2021 у Wayback Machine.], Катарін Коман. Це перша стаття, що з’явилася в журналі, і була перевидана в 2011 році через її тривале значення.

## Зовнішні посилання
- Офіційний сайт
- 1911-1922 томи, доступні в Інтернеті [Архівовано 27 червня 2010 у Wayback Machine.]